# 达尔罕·罗桑丹毕扎拉僧
达尔罕·罗桑丹毕扎拉僧（1825年—1876年）俗名萨沁朝格图（一译“沙金朝克图”），蒙古族，内蒙古科尔沁左翼中旗人，第二世达尔罕活佛。

## 生平
清朝道光五年（1825年）生于科尔沁左翼中旗，是和硕亲王吉格登旺珠尔的次子。8岁时被迎至莫力庙坐床。16岁时，赴西藏拉萨色拉寺学经11年，获“拉然巴格西”学位后，回到本旗。他在莫力庙周围建了巨大的石雕佛像（南门白度母和绿度母石像，西门阎罗石像，北门释迦牟尼和无量寿佛石像，东门护法神石像）。他还在莫力庙东南兴建了龙王殿，西南兴建镇水塔。又在莫力庙内兴建了一座石雕红柱、绿琉璃瓦顶的七间祠堂大殿，供奉其祖先历代达尔罕王的全身塑像，借以“荣宗耀祖”。
光绪二年（1876年）圆寂，享年51岁。